# Onosma kotschyi
Onosma kotschyi är en strävbladig växtart som beskrevs av Pierre Edmond Boissier. Onosma kotschyi ingår i släktet Onosma och familjen strävbladiga växter. Inga underarter finns listade i Catalogue of Life.